# ジョーダン・クラークソン
ジョーダン・テイラー・クラークソン（Jordan Taylor Clarkson, 1992年6月7日 - ）は、アメリカ合衆国・フロリダ州タンパ出身のプロバスケットボール選手。NBAのユタ・ジャズに所属している。ポジションはシューティングガードまたはポイントガード。

## 来歴
サンアントニオのワグナー高校からタルサ大学に進学するも、2年で中退し、ミズーリ大学に転校。2013-14シーズンは平均17.5点を記録し、2014年のNBAドラフトにアーリーエントリーを表明。46位でワシントン・ウィザーズから指名された後、交渉権がロサンゼルス・レイカーズに移動し、NBA入りした。

### ロサンゼルス・レイカーズ

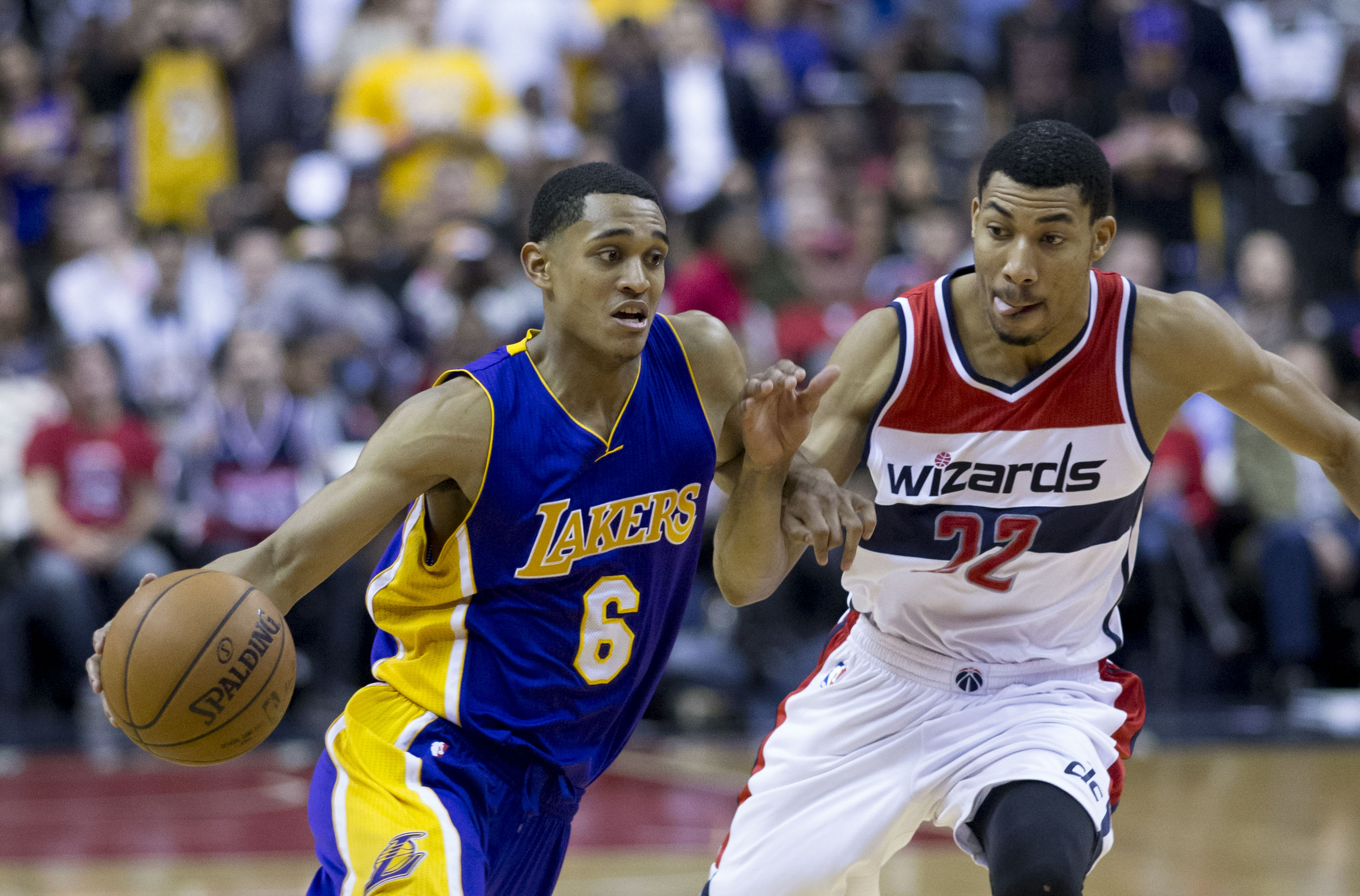
オット・ポーター・ジュニア（右）に対しドライブを試みるクラークソン
（2015年）

ルーキーシーズンとなった2014-15シーズンは、スティーブ・ナッシュなどチーム内に故障者が続出したことでチャンスが廻り、3月のウェスタンカンファレンス月間最優秀新人選手賞を受賞。同シーズンのNBAオールルーキーチームのファーストチームにも選出された。2016年には、コービー・ブライアントの引退試合の際に、第4クォーターの残り4.1秒でコービーからのアシストでダンクシュートをし、101-96でレイカーズの勝利を決定づけた。

### クリーブランド・キャバリアーズ
2018年2月8日にアイザイア・トーマス、チャニング・フライ、2018年のドラフト1巡目指名権とのトレードで、ラリー・ナンス・ジュニアと共にクリーブランド・キャバリアーズへ移籍した。3日後のボストン・セルティックス戦でキャバリアーズデビューを果たして17得点を記録し、チームは121-99で勝利した。このシーズン、チームはNBAファイナルまで進出したが、ゴールデンステート・ウォリアーズにスウィープで敗れた。
12月12日のニューヨーク・ニックス戦で28得点を記録し、チームは113-106で勝利した。2019年2月13日のブルックリン・ネッツ戦でシーズンハイとなる42得点を記録したが、チームはトリプルオーバータイムの末に139-148で敗れた。　　　

### ユタ・ジャズ
12月24日にダンテ・エクザム、2つの将来のドラフト2巡目指名権とのトレードでユタ・ジャズへ移籍した。2020年1月30日のデンバー・ナゲッツ戦でシーズンハイとなる37得点を記録したが、チームは100-106で敗れた。
11月21日にジャズとの4年総額5200万ドルの再契約に合意した。2021年2月15日のフィラデルフィア・76ers戦でシーズンハイとなる40得点を含む134-123で勝利した。このシーズン、クラークソンはシックスマンとして平均18.4得点、通算203本の3ポイントシュートを沈め、自身初かつフランチャイズ史上初となるシックスマン賞を受賞した。
2022年3月12日のサクラメント・キングス戦でキャリアハイとなる45得点を記録し、チームは134-125で勝利した。
12月15日のニューオーリンズ・ペリカンズ戦で39得点、8リバウンドを記録し、チームは延長戦の末に132-129で辛勝した。2023年1月14日のフィラデルフィア・76ers戦で38得点、9リバウンドを記録したが、チームは117-118で惜敗した。
2023年7月7日にジャズとの延長契約に合意した。2024年1月1日のダラス・マーベリックス戦で自身初のトリプル・ダブルとなる20得点、10リバウンド、11アシストを記録し、チームは127-90で勝利した。なお、ジャズの選手がトリプル・ダブルを達成したのは、2008年のカルロス・ブーザー以来約16年ぶりであった。
2024年12月19日のデトロイト・ピストンズ戦で、相手チームのポール・リード、ロン・ホランドとの口論の末に退場処分となり、直後に観客席に向かってヘッドバンドを投げ込んだことにより、2日後に3万5000ドルの罰金処分を受けた。2025年3月27日に左足の足底筋膜炎の治療のために、残りのシーズンを全休することが発表された。このシーズン、クラークソンはわずか37試合（先発9試合）の出場に終わり、平均16.2得点、3.2リバウンド、3.7アシストを記録した。

## プレースタイル
高いシュート能力と確かな得点能力に加えて匠なハンドリングテクニックとフットワークが武器のオフェンスタイプのガード。
プレイメイカーではないが、卓越した得点能力で流れを一機に変える爆発力がある。
シックスマンとして非常に優秀であり、1on1の成功率も高い為正PGと組ませることで高いパフォーマンスを発揮する。
フィリピン代表として、近年はキャプテンとしての役割も任されることがあり、プレイメイカーとしても実力がついてきている。
オフシーズンになると刺青が増える。

## 個人成績

### NBA

#### レギュラーシーズン
| シーズン | チーム | GP  | GS  | MPG  | FG%  | 3P%  | FT%  | RPG | APG | SPG | BPG | PPG  |
| -------- | ------ | --- | --- | ---- | ---- | ---- | ---- | --- | --- | --- | --- | ---- |
| 2014–15  | LAL    | 59  | 38  | 25.0 | .448 | .314 | .829 | 3.2 | 3.5 | .9  | .2  | 11.9 |
| 2015–16  | LAL    | 79  | 79  | 32.3 | .433 | .347 | .804 | 4.0 | 2.4 | 1.1 | .1  | 15.5 |
| 2016–17  | LAL    | 82* | 19  | 29.2 | .445 | .329 | .798 | 3.0 | 2.6 | 1.1 | .1  | 14.7 |
| 2017–18  | LAL    | 53  | 2   | 23.7 | .448 | .324 | .795 | 3.0 | 3.3 | .7  | .1  | 14.5 |
| 2017–18  | CLE    | 28  | 0   | 22.6 | .456 | .407 | .810 | 2.1 | 1.7 | .7  | .1  | 12.6 |
| 2018–19  | CLE    | 81  | 0   | 27.3 | .448 | .324 | .844 | 3.3 | 2.4 | .7  | .2  | 16.8 |
| 2019–20  | CLE    | 29  | 0   | 23.0 | .442 | .371 | .884 | 2.4 | 2.4 | .6  | .3  | 14.6 |
| 2019–20  | UTA    | 42  | 2   | 24.7 | .462 | .366 | .785 | 2.8 | 1.6 | .7  | .2  | 15.6 |
| 2020–21  | UTA    | 68  | 1   | 26.7 | .425 | .347 | .896 | 4.0 | 2.5 | .9  | .1  | 18.4 |
| 2021–22  | UTA    | 79  | 1   | 27.1 | .419 | .318 | .828 | 3.5 | 2.5 | .8  | .2  | 16.0 |
| 2022–23  | UTA    | 61  | 61  | 32.6 | .444 | .338 | .816 | 4.0 | 4.4 | .5  | .2  | 20.8 |
| 2023–24  | UTA    | 55  | 19  | 30.6 | .413 | .294 | .881 | 3.4 | 5.0 | .6  | .1  | 17.1 |
| 2024–25  | UTA    | 37  | 9   | 26.0 | .408 | .362 | .767 | 3.2 | 3.7 | .8  | .2  | 16.2 |
| 通算     | 通算   | 753 | 231 | 27.7 | .436 | .336 | .829 | 3.4 | 2.9 | .8  | .2  | 16.0 |

#### プレーオフ
| シーズン | チーム | GP | GS | MPG  | FG%  | 3P%  | FT%   | RPG | APG | SPG | BPG | PPG  |
| -------- | ------ | -- | -- | ---- | ---- | ---- | ----- | --- | --- | --- | --- | ---- |
| 2018     | CLE    | 19 | 0  | 15.1 | .301 | .239 | .833  | 1.7 | .7  | .4  | .2  | 4.7  |
| 2020     | UTA    | 7  | 0  | 28.6 | .464 | .347 | 1.000 | 3.4 | 2.1 | .9  | .0  | 16.7 |
| 2021     | UTA    | 11 | 0  | 27.1 | .406 | .351 | .962  | 3.1 | 1.5 | .6  | .3  | 17.5 |
| 2022     | UTA    | 6  | 0  | 28.3 | .548 | .375 | .889  | 3.2 | 1.3 | .5  | .2  | 17.5 |
| 通算     | 通算   | 43 | 0  | 22.2 | .413 | .329 | .933  | 2.5 | 1.2 | .6  | .2  | 11.7 |

### カレッジ
| シーズン | チーム   | GP | GS | MPG  | FG%  | 3P%  | FT%  | RPG | APG | SPG | BPG | PPG  |
| -------- | -------- | -- | -- | ---- | ---- | ---- | ---- | --- | --- | --- | --- | ---- |
| 2010–11  | タルサ   | 27 | 9  | 24.9 | .433 | .303 | .793 | 2.1 | 1.9 | .7  | .1  | 11.5 |
| 2011–12  | タルサ   | 31 | 31 | 33.9 | .435 | .374 | .784 | 3.9 | 2.5 | .9  | .5  | 16.5 |
| 2013–14  | ミズーリ | 35 | 35 | 35.1 | .448 | .281 | .831 | 3.8 | 3.4 | 1.1 | .2  | 17.5 |
| 通算     | 通算     | 93 | 75 | 31.7 | .440 | .322 | .804 | 3.3 | 2.7 | .9  | .3  | 15.4 |

## フィリピン代表
母親はフィリピン出身で、クラークソンは12歳でフィリピン国籍を取得。2014年FIBAバスケットボール・ワールドカップのフィリピン代表候補に挙がっていた。
2018年8月、NBAは2018年のアジア競技大会でクラークソンがフィリピン代表としてプレーすることを1回限りの例外として認め、代表デビューを果たした。